# سامي جيمالفا جونيور
سامي جيمالفا جونيور (بالإنجليزية: Sammy Giammalva, Jr.)‏ مواليد 24 مارس 1963 في هيوستن، هو لاعب كرة مضرب أمريكي سابق بدأ مسيرته كمحترف سنة 1981 وكان يلعب باليد اليمنى، اعتزل اللعب في 1990. أعلى تصنيف له في الفردي كان المركز الـ 28 في سنة 1985. أعلى تصنيف له في الزوجي كان المركز الـ 22 في سنة 1984.

## روابط خارجية
- سامي جيمالفا جونيور على موقع رابطة محترفي التنس (الإنجليزية)
- سامي جيمالفا جونيور على موقع الاتحاد الدولي لكرة المضرب (الإنجليزية)